# Elmer City
Elmer City ist eine Kleinstadt (Town) im Okanogan County im US-Bundesstaat Washington. Zum United States Census 2020 hatte Elmer City 239 Einwohner.

## Geschichte
Elmer City wurde offiziell am 17. April 1947 als Gebietskörperschaft anerkannt und liegt innerhalb der Colville Indian Reservation.

## Geographie
Nach dem United States Census Bureau nimmt die Stadt eine Gesamtfläche von 0,54 km² ein, worunter keine Wasserflächen sind.

## Demographie
| Jahr | Einwohner¹ |
| ---- | ---------- |
| 1950 | 513        |
| 1960 | 265        |
| 1970 | 324        |
| 1980 | 312        |
| 1990 | 290        |
| 2000 | 267        |
| 2010 | 238        |
| 2020 | 239        |

¹ 1950–2020: Volkszählungsergebnisse

### Census 2000
Nach der Volkszählung von 2000 gab es in Elmer City 267 Einwohner, 110 Haushalte und 70 Familien. Die Bevölkerungsdichte betrug 490,9 pro km². Es gab 127 Wohneinheiten bei einer mittleren Dichte von 233,5 pro km².
Die Bevölkerung bestand zu 54,31 % aus Weißen, zu 1,5 % aus Afroamerikanern, zu 35,96 % aus Indianern, zu 0,37 % aus Asiaten, zu 3 % aus anderen „Rassen“ und zu 4,87 % aus zwei oder mehr „Rassen“. Hispanics oder Latinos „jeglicher Rasse“ bildeten 4,87 % der Bevölkerung.
Von den 110 Haushalten beherbergten 23,6 % Kinder unter 18 Jahren, 47,3 % wurden von zusammen lebenden verheirateten Paaren, 13,6 % von alleinerziehenden Müttern geführt; 35,5 % waren Nicht-Familien. 33,6 % der Haushalte waren Singles und 10 % waren alleinstehende über 65-jährige Personen. Die durchschnittliche Haushaltsgröße betrug 2,43 und die durchschnittliche Familiengröße 3,06 Personen.
Der Median des Alters in der Stadt betrug 43 Jahre. 25,8 % der Einwohner waren unter 18, 5,2 % zwischen 18 und 24, 23,2 % zwischen 25 und 44, 30,7 % zwischen 45 und 64 und 15 65 Jahre oder älter. Auf 100 Frauen kamen 103,8 Männer, bei den über 18-Jährigen waren es 98 Männer auf 100 Frauen.
Alle Angaben zum mittleren Einkommen beziehen sich auf den Median. Das mittlere Haushaltseinkommen betrug 32.500 US$, in den Familien waren es 38.000 US$. Männer hatten ein mittleres Einkommen von 40.000 US$ gegenüber 23.438 US$ bei Frauen. Das Pro-Kopf-Einkommen betrug 16.366 US$. Etwa 11,4 % der Familien und 18,6 % der Gesamtbevölkerung lebte unterhalb der Armutsgrenze; das betraf 26,8 % der unter 18-Jährigen und 19,6 % der über 65-Jährigen.

### Census 2010
Nach der Volkszählung von 2010 gab es in Elmer City 238 Einwohner, 99 Haushalte und 64 Familien. Die Bevölkerungsdichte betrug 437,6 pro km². Es gab 112 Wohneinheiten bei einer mittleren Dichte von 205,9 pro km².
Die Bevölkerung bestand zu 47,9 % aus Weißen, zu 0,8 % aus Afroamerikanern, zu 28,6 % aus Indianern, zu 2,1 % aus Asiaten, zu 2,1 % aus anderen „Rassen“ und zu 18,5 % aus zwei oder mehr „Rassen“. Hispanics oder Latinos „jeglicher Rasse“ bildeten 3,4 % der Bevölkerung.
Von den 99 Haushalten beherbergten 24,2 % Kinder unter 18 Jahren, 44,4 % wurden von zusammen lebenden verheirateten Paaren, 14,1 % von alleinerziehenden Müttern und 6,1 % von alleinstehenden Vätern geführt; 35,4 % waren Nicht-Familien. 28,3 % der Haushalte waren Singles und 10,2 % waren alleinstehende über 65-jährige Personen. Die durchschnittliche Haushaltsgröße betrug 2,4 und die durchschnittliche Familiengröße 2,92 Personen.
Der Median des Alters in der Stadt betrug 47,8 Jahre. 18,5 % der Einwohner waren unter 18, 9,6 % zwischen 18 und 24, 18,8 % zwischen 25 und 44, 29,9 % zwischen 45 und 64 und 23,1 65 Jahre oder älter. Von den Einwohnern waren 48,3 % Männer und 51,7 % Frauen.